# Aníbal d’Almeida
António Aníbal Borges d’Almeida (* 18. Oktober 1898 in Figueiró da Granja; † 24. September 1959 in Rio de Janeiro, Brasilien) war ein portugiesischer Springreiter.

## Karriere
Aníbal d’Almeida nahm an den Olympischen Sommerspielen 1924 in Paris mit seinem Pferd Reginald im Springreiten teil. Während er im Einzelwettkampf den fünften Platz belegte, konnte er im Mannschaftswettbewerb mit Hélder de Souza und José Mouzinho de Albuquerque die Bronzemedaille gewinnen.